# IASP91

De snelheden van P-golven (zwart) en S-golven (grijs) in het IASP91-referentie-Aardemodel. Met kleuren wordt de indeling van de Aarde in lagen weergegeven.

IASP91 (afkorting van International Association of Seismology and Geophysics 1991; ook: IASPEI-Model) is een referentiemodel voor seismische snelheden in het binnenste van de Aarde.

## Achtergrond
Seismologische modellen voor de interne opbouw van de Aarde geven de snelheden weer waarmee seimische golven zich op verschillende diepten verplaatsen. De snelheidsverdeling wordt afgeleid uit de verschillen in looptijden van golven van dezelfde seismische bron die op verschillende meetstations aankomen.
Seismische energie komt door reflectie of refractie van golven op seismische discontinuïteiten binnenin de Aarde in verschillende seismische fasen bij een meetstation aan. De looptijden van een bepaalde fase kunnen van meerdere stations in een looptijddiagram worden uitgezet. Uit de verschillen in snelheid tussen golven van dezelfde fase bij verschillende meetstations kunnen snelheidsverschillen tussen verschillende dieptes in de ondergrond bepaald worden.

## Ontwikkeling van IASP91
Het IASP91-model is een eendimensionaal snelheidsmodel, dat van een perfect ronde Aarde met een straal van 6371 km uitgaat. Het model werd in 1991 door Brian Kennett en Robert Engdahl gepubliceerd en geldt als het standaardmodel van de IASPEI. Deze vereniging heeft zich van 1987 tot 1990 ingezet om op basis van verbeterde technieken en instrumenten nieuwe globale looptijdtabellen op te stellen, ter vervanging van de tot dan toe gebruikte tabellen van Harold Jeffreys en Keith Edward Bullen uit 1940.

## Aannames
Het IASP91-model laat een aantal verschillen zien met het een paar jaar eerder ontwikkelde PREM-model. Zo neemt men aan dat de korst iets dikker is, dieptes van discontinuïteiten zijn iets bijgesteld: de straal van de binnenkern is in IASP91 4 km groter, terwijl de kern-mantelgrens ongeveer 2 km hoger ligt dan in PREM. De boven- en ondergrens van de manteltransitiezone liggen in IASP91 op 410 respectievelijk 660 km; in PREM op 400 en 670 km diepte.

## Discussie
Door de looptijden globaal te middelen en de afplatting van de Aarde te verwaarlozen kunnen plaatselijk onnauwkeurigheden optreden in het IASP91-model. De structuur van de mantel en de kern wordt over het algemeen verondersteld redelijk homogeen te zijn, zodat de lokale afwijking van het model hier gering zou moeten zijn. Grote onnauwkeurigheden ontstaan echter in de bovenmantel en korst, omdat de diktes van de lithosfeer, de korst zelf en sedimentlagen aan het oppervlak lateraal sterk kunnen verschillen.
In het IASP91-model wordt een gemiddelde korstdikte van 35 km aangenomen, met een sprong in de snelheid op 20 km diepte. Dit is een erg versimpelde weergave van het verschil tussen de boven- en onderkorst, die voornamelijk op continentale korst gebaseerd is. Omdat oceanische korst veel dunner is (gemiddeld 7 km) en sedimentpakketten in het model niet meegenomen worden, is het model minder geschikt om seismische snelheden in de bovenste gedeeltes van de Aarde te voorspellen. Meestal wordt bij het bepalen van snelheden in de bovenkorst daarom een lokaal model gebruikt.